# Zorra (Ontario)
Zorra es un municipio canadiense situado en la provincia de Ontario.

## Superficie
Zorra tiene una superficie de 529,19 km².

## Demografía
En 2021, tenía 8628 habitantes, una densidad poblacional de 16,3 hab./km², y 3284 viviendas.